# Perasia diffluens
Perasia diffluens là một loài bướm đêm trong họ Noctuidae.